# نظیفه ذکی
نظیفه ذکی (زاده ۱۳۴۲ ولسوالی فیض آباد ولایت بدخشان) سیاستمدار افغانستان و نماینده مردم ولایت کابل در دوره شانزدهم مجلس نمایندگان است. وی در مجلس شانزدهم نمایندگان افغانستان عضو کمیسیون امور داخلی می‌باشد.

## زندگی‌نامه
نظیفه ذکی زاده ۱۳۴۲ از ولسوالی فیض آباد ولایت بدخشان می‌باشد. تحصیلات متوسطه خود را در لیسه مخفی بدخشی در سال ۱۳۶۰ را به اتمام رسانید و یک سال بعد وارد کورس آکادمی ملی پلیس گردید. وی توانست در بخش نظامی به رتبه ژنرالی دست پیدا کند.

## دیگر فعالیت‌ها
دیگر فعالیت‌های ایشان:
- ۲۹ سال فعالیت در وزارت داخل.
- ۱۵ سال څارنوال در معاونیت نظامی لوی څارنوالی.
- ۸ سال رئیس شورای زنان لوی څارنوالی.